# اقتصاد جزر سليمان

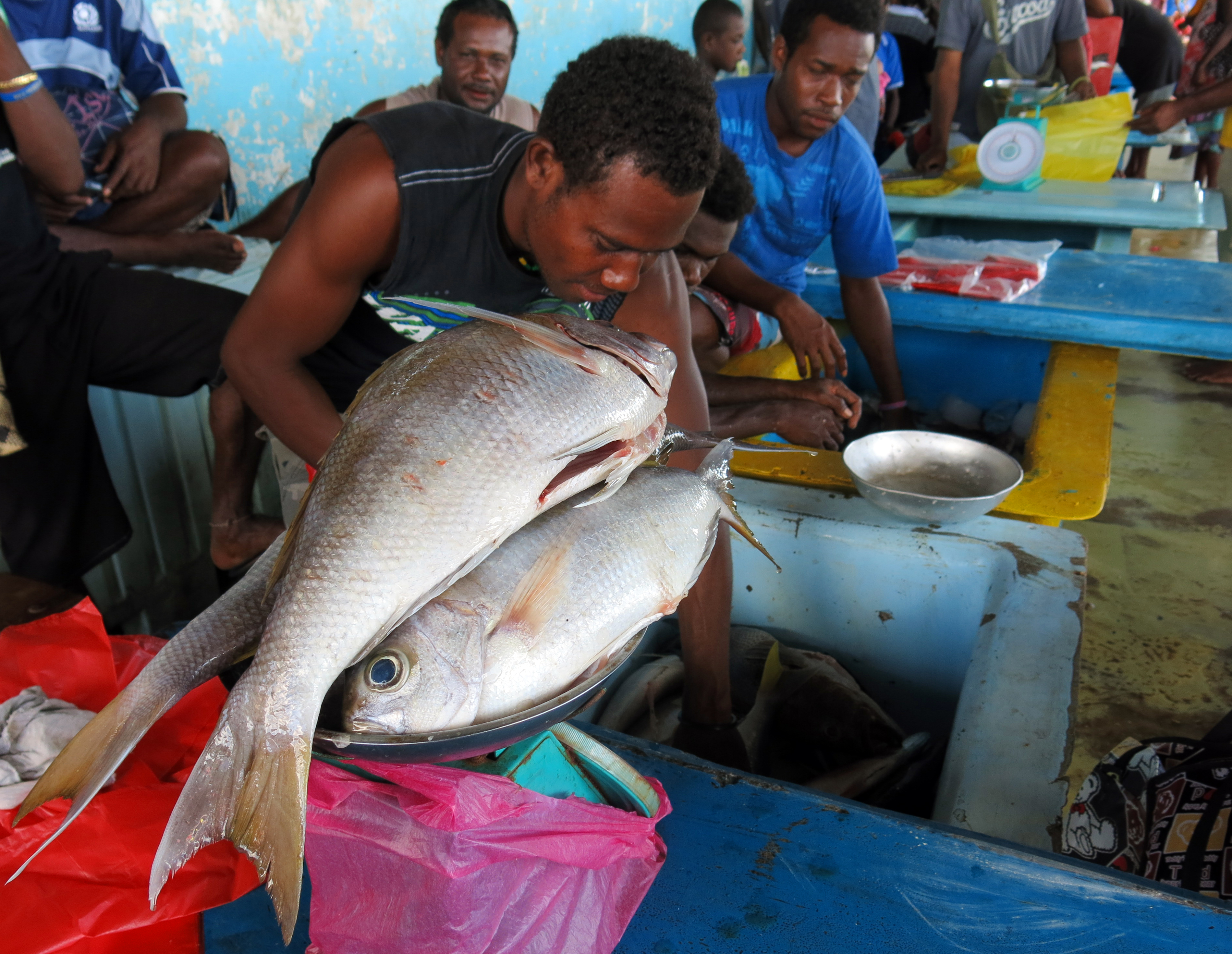
شخص يبيع الأسماك في السوق المركزي في هونيارا سنة 2013

نصيب الفرد من الناتج المحلي الإجمالي 3200 دولار يصنف جزر سليمان أنها أقل الدول المتقدمة. ويشارك أكثر من 75٪ من القوى العاملة في اقتصاد كفاف الزراعة وصيد الأسماك.

## تاريخ اقتصادي
حتى عام 1998 بينما انخفضت الأسعار العالمية للأخشاب الاستوائية بشكل حاد كانت أخشاب جزر سليمان المنتج الرئيسي للتصدير. وفي السنوات الأخيرة، تعرضت غابات جزر سليمان للاستغلال المفرط.

## الروافد الاقتصادية

### المحاصيل الزراعية
تشتهر جزر السليمان بإنتاج زيت النخيل والكوبرا (لب جوز الهند المجفف)، وتمثل مكسباً مادياً للدولة.

### الذهب
بدأ إنتاج الذهب في جزر سليمان سنة 1998 في جزيرة جوادالكانال، حيثُ اشتهر هُناك منجم غولد ريدج.

### السمك
يعتبر استغلال مصائد الأسماك الكثيرة في جزر سليمان يوفر أفضل وسيلة لزيادة التصدير وتوسيع الاقتصاد المحلي. تلقى إنتاج السمك وتصديره ضربة في منتصف عام 2000 بسبب إغلاق الشركة اليابانية سولومان تايو المحدودة، التي كانت تدير المربعات السمكية الوحيدة في البلد، نتيجة للاضطرابات العرقية. وعلى الرغم من أن المصنع أعيد فتحه تحت الإدارة المحلية، فإن تصدير التونة لم يستأنف.

### السياحة
كما تعتبر السياحة مصدراً هاماً للدخل في جزر سليمان، وخاصة سياحة الغوص. لكن معوقات كثيرة تقف بوجه السياحة مثل سوء البنية التحتية وصعوبة الوصول لها، والأوضاع الأمنية.

### المساعدات الأجنبية
منذ عام 2000، أصبحت حكومة جزر سليمان أكثر عجزاً مالياً بصورة متزايدة. وقد استنفدت قدرتها على الاقتراض؛ في عام 2001 بلغ العجز 8٪ من الناتج المحلي الإجمالي. وأصبحت غير قادرة على دفع المرتبات مرتين في الأسبوع، وأصبحت تعتمد بشكل غير عادي على الأموال من حسابات المعونة الخارجية التي وفرت ما يقدر بـ 50% من الإنفاق الحكومي في عام 2001. أما الجهات المانحة الرئيسية للمعونة فهي أستراليا 247 مليون دولار في السنة (2006)،
```
ونيوزيلندا 14 مليون دولار (2004)، والاتحاد الأوروبي واليابان 40 مليون دولار في سنة (2005)، وجمهورية الصين (تايوان) مبلغ لا يقل عن 20 مليون دولار سنوياً.
[
7
]
```